# Selig ist der Mann
Selig ist der Mann (BWV 57) ist eine Kirchenkantate von Johann Sebastian Bach. Er komponierte sie 1725 in Leipzig für den 2. Weihnachtstag, der auch der Stephanus-Tag ist, und führte sie am 26. Dezember 1725 erstmals auf.

## Geschichte und Worte
Bach schrieb die Kantate 1725 in seinem dritten Kantatenzyklus für den 2. Weihnachtstag, der in diesem Jahr als Fest des Märtyrers Stephanus begangen wurde. Die vorgeschriebenen Lesungen waren Apg 6,8–7,22 , Apg 7,51–59 , die Steinigung des Stephanus, und Mt 23,34–39 , die Klage über Jerusalem. Der Kantatendichter Georg Christian Lehms bezog alle Lesungen ein und erweiterte sie durch weitere biblische Bezüge. Der erste Satz beruht auf Jak 1,12 , die darin erwähnte Krone heißt griechisch stephanos. Lehms schrieb den Text als Dialog zwischen „Jesus“ und „Anima“ (Seele). Er sah als Schlusschoral eine Strophe aus Johann Heermanns Gott Lob, die Stund ist kommen vor, doch Bach wählte stattdessen die 6. Strophe von Ahasverus Fritschs Hast du denn, Jesus, dein Angesicht gänzlich verborgen, genannt „Seelengespäch mit Christus“, um so den Dialog fortzusetzen.

## Besetzung und Aufbau
Die Kantate ist kammermusikalisch besetzt mit zwei Solisten (Sopran und Bass), zwei Oboen, zwei Violinen, Viola und Basso continuo. Ein vierstimmiger Chor wird nur im Schlusschoral benötigt. Die Oboen spielen in den Rahmensätzen mit den Streichern.
1. Aria (Bass): Selig ist der Mann
2. Recitativo (Sopran): Ach! dieser süße Trost
3. Aria (Sopran): Ich wünschte mir den Tod, den Tod
4. Recitativo (Sopran, Bass): Ich reiche dir die Hand
5. Aria (Bass): Ja, ja, ich kann die Feinde schlagen
6. Recitativo (Sopran, Bass): In meinem Schoß liegt Ruh und Leben
7. Aria (Sopran): Ich ende behende mein irdisches Leben
8. Choral: Richte dich, Liebste, nach meinem Gefallen und gläube

## Musik
Die Musik des Dialogs ist dramatischer als in den meisten Kirchenkantaten Bachs. Die meisten Rezitative sind secco und treiben die Handlung voran. In der ersten Arie dominieren über mehrere Takte ausgehaltene Töne zu den Worten selig und bewähret, die ewige Dauer veranschaulichen. Die zweite Arie gestaltet musikalisch eine als irreal verneinte Empfindung: die verzweifelte Sehnsucht der Seele nach dem Tod (nicht als Vollendung, sondern als Vernichtung), die ihr allein übrig bliebe ohne die (tatsächlich geschenkte) Liebe Jesu. Die gegensätzlichen Affekte zeichnet Bach durch eine aufwärts führende Linie, die in einem jähen Sprung um eine None abwärts endet, sowie durch eine Wendung in lichtes Dur bei der Zeile „wenn du, mein Jesu, mich nicht liebtest“.
Die dritte Arie zeigt Jesus als Sieger, durch Fanfaren in gebrochenen Dreiklängen. Die Figur der Solo-Violine in der letzten Arie kann gedeutet werden als das „stürmische Sichfallenlassen in die Arme Jesu“ (Alfred Dürr). Nachdem im zweiten Teil dieser Arie eine mystische Verbindung erreicht ist, „Mein Heiland, ich sterbe mit höchster Begier“, ist kein da capo möglich; die Aria endet mit der Frage „was schenkest du mir?“, die durch den Choral beantwortet wird.

## Einspielungen
LP / CD
- Willem Mengelberg – Volume 1 (J. S. Bach). Willem Mengelberg, Concertgebouw-Orchester, Jo Vincent, Max Kloos. Mengelberg Edition, 1940.
- Bach Made in Germany Vol. 1 – Cantatas I. Günther Ramin, Thomanerchor, Gewandhausorchester Leipzig, Agnes Giebel, Johannes Oettel. Berlin / Leipzig Classics, 1951.
- J.S. Bach: Cantata No. 140, Cantata No. 57. Karl Ristenpart, Chor des Konservatoriums Saarbrücken, Saarländisches Kammerorchester, Ursula Buckel, Jakob Stämpfli. Club Français du Disque, 1962.
- Les Grandes Cantates de J.S. Bach Vol. 13. Fritz Werner, Heinrich-Schütz-Chor Heilbronn, Pforzheimer Kammerorchester, Agnes Giebel, Barry McDaniel. Erato, 1963.
- Bach Cantatas Vol. 15: New York. John Eliot Gardiner, Monteverdi Choir, English Baroque Soloists, Joanne Lunn, Peter Harvey. Soli Deo Gloria, 2000.
- J.S. Bach: Complete Cantatas Vol. 18. Ton Koopman, Amsterdam Baroque Orchestra & Choir, Sibylla Rubens, Klaus Mertens. Antoine Marchand, 2002.
- Bach: Dialogue Cantatas – Dialogkantaten. Rainer Kussmaul, RIAS Kammerchor, Berliner Barock Solisten, Dorothea Röschmann, Thomas Quasthoff. Deutsche Grammophon, 2007.
- J.S. Bach: Cantatas Vol. 43. Masaaki Suzuki, Bach Collegium Japan, Hana Blažíková, Peter Kooij. BIS, 2008.
- Weihnachtskantaten (BWV 57,91,122,151) Sigiswald Kuijken, La Petite Bande, Gerlinde Sämann, Petra Noskaiová, Jan van der Crabben, Christoph Genz. Accent, 2010
- Bach-Kantaten No. 6. BWV 57, 73, 140. Rudolf Lutz, Chor und Orchester der J. S. Bach-Stiftung, Julia Neumann, Antonia Frey, Nicolas Savoy, Ekkehard Abele. (BWV 57). Susanne Frei, Makoto Sakurada, Markus Volpert. (BWV 73). Nuria Rial, Bernhard Berchtold, Markus Volpert. (BWV 140). Gallus Media, 2012.
- J. S. Bach: Dialogkantaten für Sopran & Bass – BWV 32, 57, 58 mit Hana Blažíková, Dominik Wörner, Kirchheimer BachConsort unter der Leitung von Alfredo Bernardini. cpo, 2016.

DVD
- Selig ist der Mann, der die Anfechtung erduldet. Kantate BWV 57. Rudolf Lutz, Chor und Orchester der J. S. Bach-Stiftung, Julia Neumann, Antonia Frey, Nicolas Savoy, Ekkehard Abele, Samt Einführungsworkshop sowie Reflexion von Annemarie Pieper. Gallus Media, St. Gallen 2011.